# 지방도 제825호선
지방도 제825호선은 전라남도 신안군 임자면 전장포항과 함평군 나산면 용두리를 잇는 전라남도의 지방도이다.
문평 나들목을 통해 무안광주고속도로와 접속한다.
본래 이 지방도는 1985년에는 '문평 ~ 장성선'이라 하여 나주시 문평면 옥당리에서 국도 제1호선과 분기하여 함평군, 광산군을 거쳐 장성군 황룡면 옥정리에서 국도 제24호선과 만나면서 끝나는 지방도였으나 1986년 광산군이 광주직할시 광산구로 편입되면서 광산군 구간이 지방도에서 해제되었으며, 1995년 광주직할시가 광주광역시가 되면서 장성군 구간이 축소되어 '문평 ~ 나산선'이 되었다. 이후 2003년 3월 27일 지방도 제844호선이 폐지되면서 나주 ~ 무안 ~ 신안군 구간이 연장되어 지금과 같은 노선이 되었다.

## 역사
- 1985년 12월 23일 : 기점을 '나주군 문평면 옥당리', 종점을 '장성군 장성읍 영천리'로 명시하고 도로개량이 완료된 나주군 문평면 옥당리 ~ 안곡리 400m 구간과 광산군 삼도면 삼기리 ~ 양동리 1.4km 구간 도로예정지 해제[1]
- 1986년 8월 20일 : 1987년 9월까지 삼도 ~ 비아간 도로(광산군 삼도면 도덕리 ~ 본량면 북산리) 2.0km 구간 확포장공사를 위해 도로구역 변경[2]
- 1987년 1월 22일 : 나주군 문평면 옥당리 ~ 안곡리 1.7km 구간과 광산군 삼도면 삼거리 1.4km 구간 도로예정지 해제[3]
- 1987년 7월 27일 : 1988년 3월까지 삼도 ~ 비아간 도로(광산군 본양면 국산리 ~ 선동리) 5.76km 구간, 문평 ~ 삼도간 도로(나주군 문평면 옥당리 ~ 북동리) 3.51km 구간 확포장공사 계획을 공고[4][5]
- 1988년 2월 10일 : 1988년 9월까지 나주군 문평면 북동리 ~ 함평군 나산면 수하리 2.58km 구간 확포장공사 계획을 공고[6]
- 1989년 1월 6일 : 나주군 문평면 옥당리 ~ 함평군 나산면 수하리 11.103km 구간 도로예정지 해제[7]
- 1989년 4월 19일 : 광산군의 광주직할시 편입으로 인해 노선 단축. 이에 따라 총 연장이 41.486km에서 21.936km로 감소함.[8]
- 1989년 5월 13일 : 1989년 12월까지 함평군 나산면 수하리 ~ 이문리 4.0km 구간 확포장공사 계획을 공고[9]
- 1990년 1월 13일 : 함평군 나산면 이문리 ~ 용두리 7.69km 구간과 장성군 장성읍 영천리 ~ 황룡면 옥정리 160m 구간 도로예정지 해제[10]
- 1990년 4월 16일 : 1991년 12월까지 문평 ~ 삼도간 도로(함평군 나산면 이문리 ~ 용두리) 1.892km 구간과 1991년 12월까지 옥정 ~ 장성간 도로(장성군 황룡면 월평리 ~ 옥정리) 5.1km 구간 확포장공사 계획을 공고[11]
- 1991년 1월 10일 : 함평군 나산면 이문리 ~ 용두리 1.892km 구간과 장성군 황룡면 월평리 ~ 옥정리 5.1km 구간 도로예정지 해제[12]
- 1995년 12월 8일 : 종점을 기존 장성군 장성읍 영천리에서 '함평군 나산면 용두리'로 단축함. 이에 따라 노선명을 '문평 ~ 장성선'에서 '문평 ~ 나산선'으로 변경하고 총 연장 16.1km가 됨.[13]
- 1999년 3월 20일 : 1999년 12월까지 송암교(함평군 나산면 송암리) 개축공사를 위해 24m 구간 도로구역 변경[14]
- 2001년 2월 27일 : 지방도 정비공사를 위해 나주시 문평면 안곡리 280m 구간 도로구역 변경[15]
- 2003년 3월 27일 : 기점을 나주시 문평면 옥당리에서 '신안군 임자면 도찬리'로 연장함. 이에 따라 노선명을 '문평 ~ 나산선'에서 '임자 ~ 나산선'으로 변경하고 총 연장 161.13km가 됨.[16]
- 2008년 10월 27일 : 2012년 12월까지 무안 청계지구(무안군 청계면 복길리) 개량공사를 위해 500m 구간 도로구역 변경, 2012년 12월까지 함평 장재지구(함평군 나산면 수하리 ~ 나산리) 개량공사를 위해 880m 구간 도로구역 변경[17]
- 2010년 11월 26일 : 2015년 9월까지 영산강 강변도로 2단계 1공구(무안군 몽탄면 당호리 ~ 일로읍 복룡리) 개설공사를 위해 4.66km 구간 도로구역 변경[18]
- 2012년 11월 20일 : 2020년 12월까지 문평IC ~ 고막원간 도로(나주시 문평면 송산리 ~ 옥당리) 확포장공사를 위해 4.19km 구간 도로구역 변경[19]
- 2012년 11월 27일 : 2019년 12월까지 영산강 강변도로 2단계 2공구(무안군 일로읍 복용리 ~ 망월리) 개설공사를 위해 13.22km 구간 도로구역 변경[20]
- 2013년 6월 5일 : 2015년까지 북동교(나주시 문평면 북동리) 개축공사를 위해 320m 구간 도로구역 변경[21]
- 2013년 7월 5일 : 2018년 12월까지 원동 ~ 청룡간 도로(무안군 삼향읍 유교리 ~ 임성리) 확포장공사를 위해 3.61km 구간 도로구역 변경[22]
- 2015년 6월 25일 : 2016년 이후 태천 ~ 선도간 도로(신안군 지도읍 태천리 ~ 자동리) 확포장공사를 위해 4.03km 구간 도로구역 변경[23]
- 2016년 1월 7일 : 2016년 4월까지 무안 복용지구(무안군 청계면 구로리) 개량공사를 위해 340m 구간 도로구역 변경[24]
- 2016년 5월 26일 : 무안 복용지구 개량공사 기간을 2016년 12월까지로 연기[25]
- 2016년 6월 7일 : 7월 6일까지 영산강 강변도로 3공구 건설로 인해 무안군 몽탄면 몽강리 ~ 명산리 2.0km 구간 통행금지[26]
- 2020년 3월 11일 : 영산강 강변도로(함평군 학교면 곡창리 ~ 무안군 몽탄면 당호리) 14.59km 구간 개통, 기존 무안군 몽탄면 명산리 ~ 이산리 8.5km 구간 폐지[27]
- 2020년 5월 21일 : 노선을 나주시 다시면에서 삼영동, 송월동, 경현동을 경유해 문평면으로 이어지는 것으로 변경. 이에 따라 총 연장이 161.13km에서 181.01km로 증가.[28]

## 경유지
- 신안군
  - 임자면 전장포항 - 도찬리 - 대기리 - 진리 - (미개통 구간 : (교량) - 수도 - (교량))
  - 지도읍 (미개통 구간 : (교량) - 점암항) - 감정리 - 지명고등학교 - 지도서부정류소 - 지도사거리 - 지도자동차여객공용터미널 - 읍내삼거리 - 광정리 - 자동 교차로 - 자동리 - (미개통 구간 : 태천리 - (교량) - 선도리(선도) - 지도초등학교 선치분교 - 선도항 - (교량))
  - 압해읍 (미개통 구간 : (교량) - 고이리(고이도) - 압해초등학교 고이분교 - 고이항 - (교량) - 고이1리 - (교량))
- 무안군
  - 운남면 (미개통 구간 : (교량) - 성내리) - 성내 교차로 - 운남면성내리 교차로 - 연리육교 - 연리 교차로 - 연리 - 운남초등학교 - 운남정류소 - 운남면사무소 - 팔학삼거리 - 하묘리 - 두곡삼거리(두곡 교차로) - 운남육교
  - 망운면 송현리 - 송현 교차로 - (장재) - 무안국제공항 - 톱머리해수욕장
  - 청계면 도대리 - (이름 없음)교차로(지방도 제815호선과 분기) - 강정리 - 구로리 - 청계초등학교 구남분교(폐교) - 남성리 - 복길리 - 복길방조제
  - 삼향읍 복길방조제 - 왕산리 - 남양저수지 - 전남예술고등학교 - 삼향초등학교 - 유교삼거리 - (미포장 구간 : 유교리) - 국립목포병원 - 목포임성초등학교 - 신지 교차로 - 삼향읍사무소앞 교차로 - 삼향 교차로 - 상용 교차로 - 상용교 - 옥남초등학교(폐교) - 전라남도선거관리위원회 - 삼향읍사무소 남악출장소 - 남악신도시 (상세 경로 불명) - (미개통 구간 : (교량))
  - 일로읍 (미개통 구간 : (교량) - 망월리 - 청호리 - 청호 교차로 - 구정리 - 의산리 - 복룡리)
  - 몽탄면 (미개통 구간 : 당호리) - 당호IC - 몽탄 교차로 - 몽강 교차로 - (교량) - (교량) - 이산2 교차로 - 이산1 교차로 - 어오지 교차로 - (터널) - (교량) - 사창리 - (교량) - 봉산리
- 함평군
  - 엄다면 영흥리 - (교량)
  - 학교면 (교량) - 동강교 북단 - 곡창리 - 학교면입구 교차로 - 소교 - 쌍교 - 학교사거리 - 함평역 - 동창교 - 신동창교 - 학다리중앙초등학교(폐교) - 학다리삼거리 - 농공단지삼거리 - 죽정리 - 고막리 - 고막교
- 나주시
  - 다시면 고막교 - 평수교 - 호장교
  - 문평면 호장교 - 구고막원역앞 교차로 - 문평남초등학교(폐교) - 옥당교 - 산호리 - 문평면사무소 - 문평교 - 문평정류소 - 문평면소재지삼거리 - 안곡리 - 문평 나들목 - 송산리 - 북동교 - 북동리 - 상하교
- 함평군
  - 나산면 상하교 - 수하리 - 나산리 - 나산삼거리 - 송암삼거리 (나산면 송암리 교차로) - 송암교 - 이문리 - 이문교 동단 - 수상리 - 용두리

## 중복 구간
- 신안군 임자면 진리 ~ 지도읍 자동 교차로 : 국도 제24호선과 중복
- 신안군 지도읍 지도사거리 ~ 지도자동차여객공용터미널 : 지방도 제805호선과 중복
- 무안군 망운면 (장재) ~ 청계면 도대리 : 지방도 제815호선과 중복
- 무안군 삼향읍 신지 교차로 ~ 상용 교차로 : 지방도 제820호선과 중복
- 함평군 학교면 동강교 북단 ~ 학교사거리 : 국도 제23호선과 중복
- 함평군 학교면 학교사거리 ~ 나주시 문평면 구고막원역앞 교차로 : 국도 제1호선, 국가지원지방도 제60호선과 중복

## 도로명
- 신안군 임자면 전장포항 ~ 대기리 : 전장포길
- 신안군 임자면 대기리 ~ 진리 : 임자로
- 신안군 지도읍 점암항 ~ 자동 교차로 : 해제지도로
- 신안군 지도읍 자동 교차로 ~ 자동리 : 동천길
- 신안군 지도읍 선도리 ~ 선도항 : 선도길
- 신안군 압해읍 고이리 ~ 고이항 : 고이길
- 무안군 운남면 성내 교차로 ~ 망운면 (장재) : 운해로
- 무안군 망운면 (장재) ~ 청계면 도대리 : 청운로
- 무안군 청계면 도대리 ~ 남성리 : 해안로
- 무안군 청계면 남성리 ~ 복길방조제 서단 : 복길로
- 무안군 삼향읍 복길방조제 동단 ~ 남양저수지 : 왕산로
- 무안군 삼향읍 남양저수지 ~ 유교리 : 삼향중앙로
- 무안군 삼향읍 임성리 ~ 신지 교차로 : 신지마을1길
- 무안군 삼향읍 신지 교차로 ~ 상용 교차로 : 임성로
- 무안군 삼향읍 상용 교차로 ~ 삼향읍사무소 남악출장소 : 삼향로
- 무안군 일로읍 망월리 ~ 함평군 학교면 동강교 북단 : 영산강로
- 함평군 학교면 동강교 북단 ~ 학교사거리 : 함영로
- 함평군 학교면 학교사거리 ~ 나주시 문평면 구고막원역앞 교차로 : 영산로
- 나주시 문평면 구고막원역앞 교차로 ~ 함평군 나산면 용두리 : 체암로